# Semiothisa megalesia
Semiothisa megalesia är en fjärilsart som beskrevs av Pierre E.L. Viette 1975. Semiothisa megalesia ingår i släktet Semiothisa och familjen mätare. Inga underarter finns listade i Catalogue of Life.